# ГАЗ-51
ГАЗ-51 — радянський вантажний автомобіль конфігурації 4х2, який випускався Горьківським автомобільним заводом з 1946 по 1955 р. У 1955—1975 роках вироблялася модернізована модель ГАЗ-51А.
Кузов — дерев'яна платформа з трьома відкидними бортами. Кабіна — суцільнометалева, двомісна.

## Історія створення

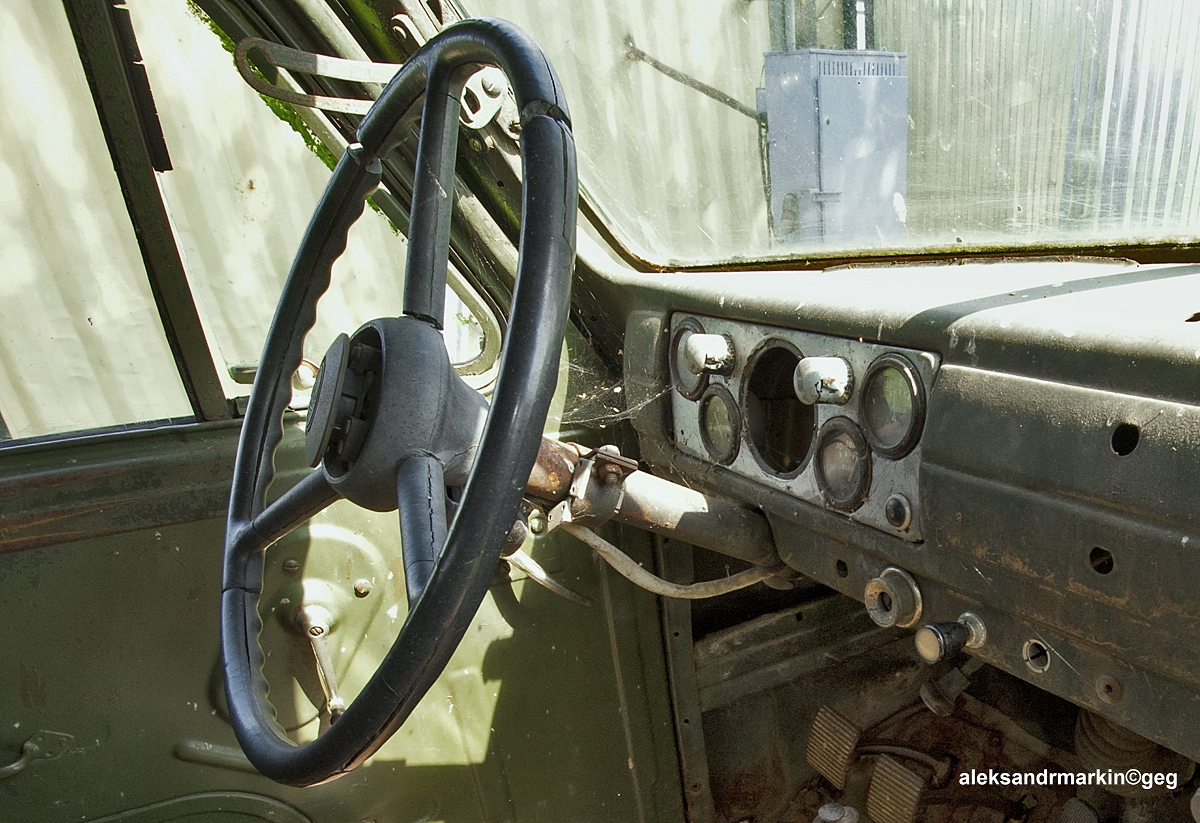

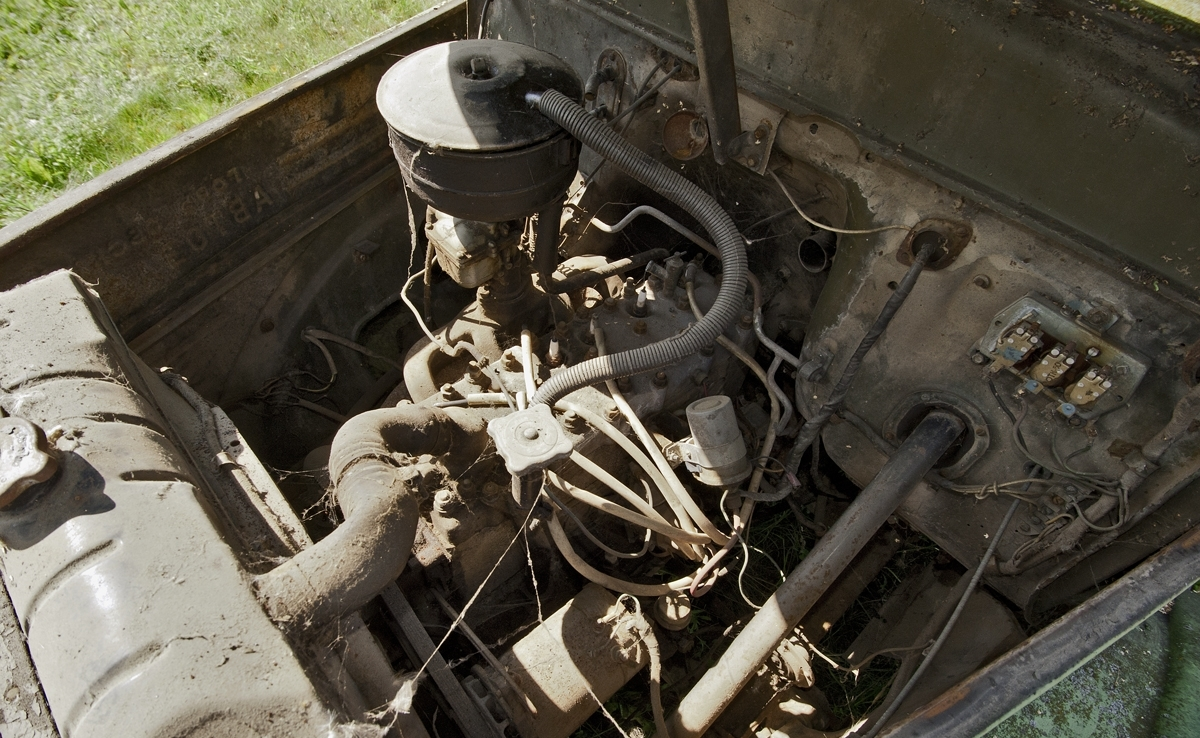

Проектування базового автомобіля ГАЗ-51, почалося в лютому 1937 року. Концепція машини формулювалася гранично чітко і ясно: проста і надійна універсальна вантажівка, скомпонована з кращих на той час, добре відпрацьованих і перевірених світовою практикою агрегатів.
У червні 1938 році почалося виготовлення вузлів, в січні 1939 року — збірка, а вже в травні перший автомобіль надійшов на дорожні випробування, що закінчилися в липні 1940 року. Влітку 1940 дослідний екземпляр ГАЗ-51 (з новою кабіною і облицюванням) експонувався на Всесоюзній сільськогосподарській виставці в Москві в числі кращих зразків радянського машинобудування.
Випробування. що пройшли успішно, дозволили заводу в 1941 році почати підготовку серійного виробництва ГАЗ-51, але почалася Німецько-радянська війна. Ряд агрегатів ГАЗ-51 (двигун, зчеплення з відцентровими тягарцями, що підсилюють притиснення натискного диска, коробка передач, карданні шарніри на голчастих підшипниках) були на той час освоєні заводом і знайшли широке застосування в інших машинах, що випускалися в ті роки.
Роботи над перспективними автомобілями поновилися в 1943 році. Швидкий розвиток техніки в роки війни внесло свої корективи в конструкцію ГАЗ-51. Ведучий конструктор А. Д. Просвірнін радикально перекомпонував і допрацював машину, і від довоєнного ГАЗ-51, по суті, залишилося лише назва. Накопичений досвід експлуатації на бойових машинах шестициліндрових моторів дозволив значно вдосконалити двигун і обслуговуючі його системи. У проект заклали добре зарекомендував себе у світовій практиці гідравлічний гальмовий привод, спроектували більш сучасну і зручну кабіну і облицювання. Були збільшені розміри шин, зросла вантажопідйомність автомобіля — до оптимальних 2,5 т, вдалося досягти ще більшої (до 80 %) уніфікації з повнопривідним варіантом вантажівки — ГАЗ-63, проектувати паралельно на сусідніх компонувальних щитах, а по двигуну — з чотирициліндровим мотором майбутньої «Побєди».
У травні і вересні 1944 року побудували два нових зразки ГАЗ-51 (з різними варіантами оформлення капота), а в червні 1945 року — ще два, остаточно відпрацьовані (передсерійні). Впевненість у високій якості нової конструкції вантажівки дозволила заводу негайно почати підготовку його виробництва. 19 червня 1945 року ГАЗ-51 разом з іншими новими радянськими автомобілями був показаний в Кремлі членам уряду і отримав повне схвалення.

## Серійне виробництво
Виготовлення машини завод налагодив дуже швидко — позначився досвід воєнного часу. Вже наприкінці 1945 року випустили установчу партію — два десятка машин, а в 1946 році, ще до завершення випробувань, країна отримала 3136 серійних вантажівок нового покоління.
Машина вийшла вдалою і простою.
ГАЗ-51 був добре прийнятий експлуатаційниками за вдале поєднання швидкохідності (швидкість — понад 70 км/год), надійності, економічності, міцності і витривалості, зручності і легкості управління. Подобалася м'яка підвіска з ефективними амортизаторами, що дозволяло машині розвивати більш високу, ніж ГАЗ-АА, середню швидкість, незважаючи на меншу питому потужність. За продуктивністю ГАЗ-51 значно перевершував навіть знаменитий ЗІС-5, витрачаючи при цьому палива на тонно-кілометр на 28-36 % менше, ніж попередник ГАЗ-ММ. Саме тому нові автомобілі виявилися найбільш підходящими для сільського господарства, куди і направлялася велика їх частина. У 1947 році творців ГАЗ-51 разом з головним конструктором заводу А. А. Ліпгартом удостоїли Сталінської премії.
З кінця 1940-х збірка ГАЗ-51 була додатково організовано на Іркутському (1950—1952) і Одеському (1948—1975) заводах. За короткий термін ГАЗ-51 став найпоширенішим автомобілем в країні. У 1958 році річний випуск ГАЗ-51 досяг апогею — понад 173 тисяч. Вантажівка виробляли 29 років — досить рідкісне довголіття. Останній ГАЗ-51А зійшов з конвеєра 2 квітня 1975 року та був відправлений в заводський музей. Загальний тираж «газонів» склав 3 481 033 примірників, включаючи 11 418 автомобілів, вироблених на Іркутському автоскладальному заводі.
Польське виробництво вантажівок Люблін-51 тривало з 1951 по 1959 рік, всього виготовили 17 479 одиниць.
У 1958 році виробництво ГАЗ-51 (під найменуванням «Синрі-58») почав Токчхонскій автозавод в місті Токчхон (КДНР).

## Бойове застосування
Під час російського вторгнення в Україну українські військові захопили один російський військовий автомобіль ГАЗ-51.

## Модифікації
- ГАЗ-51А — модернізований автомобіль, випускався з 1955 до 1975 р.;
- ГАЗ-51У — експортний варіант;
- ГАЗ-51В — експортний, вантажопідйомністю 3,5 т;
- ГАЗ-51Ю — експортний, тропічний;
- ГАЗ-51Ж — газобалонний;
- ГАЗ-51Р — вантажо-пасажирське таксі;
- ГАЗ-51С — з двома паливними баками;
- ГАЗ-51Т — вантажне таксі;
- ГАЗ-51Н — з двома паливними баками та сидіннями уздовж бічних бортів.

## Технічні характеристики
| Параметр                                                      | Параметр                                                    | Характеристика                                                                    | Характеристика                                                                    |
| ------------------------------------------------------------- | ----------------------------------------------------------- | --------------------------------------------------------------------------------- | --------------------------------------------------------------------------------- |
| Вантажопідйомність, кг                                        | Вантажопідйомність, кг                                      | 2500 (по ґрунту 2000)                                                             | 2500 (по ґрунту 2000)                                                             |
| Допустима маса причепа на буксирі, кг                         | Допустима маса причепа на буксирі, кг                       | 2500                                                                              | 2500                                                                              |
| Власна маса, кг                                               | на передню вісь                                             | 1200                                                                              | 2500                                                                              |
| Власна маса, кг                                               | на задню вісь                                               | 1300                                                                              | 2500                                                                              |
| Повна маса, кг                                                | на передню вісь                                             | 1540                                                                              | 5150                                                                              |
| Повна маса, кг                                                | на задню вісь                                               | 3610                                                                              | 5150                                                                              |
| Дорожні просвіти, мм                                          | під передньою віссю                                         | 305                                                                               | 305                                                                               |
| Дорожні просвіти, мм                                          | під задньою віссю                                           | 245                                                                               | 245                                                                               |
| Радіус повороту, м                                            | по осі сліду зовнішнього переднього колеса                  | 7,6                                                                               | 7,6                                                                               |
| Радіус повороту, м                                            | зовнішній габаритний                                        | 8,1                                                                               | 8,1                                                                               |
| Максимальна швидкість, км/год                                 | Максимальна швидкість, км/год                               | 70                                                                                | 70                                                                                |
| Контрольна витрата палива при швидкості 40 км/год, л/100 км   | Контрольна витрата палива при швидкості 40 км/год, л/100 км | 20                                                                                | 20                                                                                |
| Двигун                                                        | Двигун                                                      | ГАЗ-51, карбюраторний, чотирьохтактний, шестициліндровий, нижньоклапанний         | ГАЗ-51, карбюраторний, чотирьохтактний, шестициліндровий, нижньоклапанний         |
| Діаметр циліндра і хід поршня, мм                             | Діаметр циліндра і хід поршня, мм                           | 82 × 110                                                                          | 82 × 110                                                                          |
| Робочий об'єм, л                                              | Робочий об'єм, л                                            | 3,48                                                                              | 3,48                                                                              |
| Ступінь стиснення                                             | Ступінь стиснення                                           | 6,2                                                                               | 6,2                                                                               |
| Порядок роботи циліндрів                                      | Порядок роботи циліндрів                                    | 1-5-3-6-2-4                                                                       | 1-5-3-6-2-4                                                                       |
| Максимальна потужність, к. с.                                 | Максимальна потужність, к. с.                               | 70 при 2800 об/хв                                                                 | 70 при 2800 об/хв                                                                 |
| Максимальний крутний момент, кгс·м                            | Максимальний крутний момент, кгс·м                          | 20,5 при 1500—1700 об/хв                                                          | 20,5 при 1500—1700 об/хв                                                          |
| Карбюратор                                                    | Карбюратор                                                  | К-22Г                                                                             | К-22Г                                                                             |
| Електрообладнання                                             | Електрообладнання                                           | 12В                                                                               | 12В                                                                               |
| Акумуляторна батарея                                          | Акумуляторна батарея                                        | ЗВТ-70, 2 шт.                                                                     | ЗВТ-70, 2 шт.                                                                     |
| Переривник-розподільник                                       | Переривник-розподільник                                     | Р20                                                                               | Р20                                                                               |
| Котушка запалювання                                           | Котушка запалювання                                         | Б1                                                                                | Б1                                                                                |
| Свічки запалювання                                            | Свічки запалювання                                          | М12У                                                                              | М12У                                                                              |
| Генератор                                                     | Генератор                                                   | Г108-Г                                                                            | Г108-Г                                                                            |
| Реле-регулятор                                                | Реле-регулятор                                              | РР23-Г                                                                            | РР23-Г                                                                            |
| Стартер                                                       | Стартер                                                     | СТ8                                                                               | СТ8                                                                               |
| Зчеплення                                                     | Зчеплення                                                   | однодискове сухе                                                                  | однодискове сухе                                                                  |
| Коробка передач                                               | Коробка передач                                             | чотирьохступінчаста                                                               | чотирьохступінчаста                                                               |
| Головна передача                                              | Головна передача                                            | одинарна конічна з спіральними зубцями                                            | одинарна конічна з спіральними зубцями                                            |
| Передавальні числа                                            | коробки передач                                             | І — 6,4; ІІ — 3,09; ІІІ — 1,69; IV — 1,0; З. Х. — 7,82                            | І — 6,4; ІІ — 3,09; ІІІ — 1,69; IV — 1,0; З. Х. — 7,82                            |
| Передавальні числа                                            | головної передачі                                           | 6,67                                                                              | 6,67                                                                              |
| Кермовий механізм                                             | Кермовий механізм                                           | глобоїдальний черв'як з двухгребним роликом, передаточне число 20,5               | глобоїдальний черв'як з двухгребним роликом, передаточне число 20,5               |
| Підвіска                                                      | передня                                                     | на двох поздовжніх напівеліптичних ресорах, амартизатори гідравлічні телескопічні | на двох поздовжніх напівеліптичних ресорах, амартизатори гідравлічні телескопічні |
| Підвіска                                                      | задня                                                       | на двох поздовжніх напівеліптичних ресорах з додатковим приводом                  | на двох поздовжніх напівеліптичних ресорах з додатковим приводом                  |
| Гальма                                                        | робочі                                                      | барабанні на всі колеса з гідравлічним приводом                                   | барабанні на всі колеса з гідравлічним приводом                                   |
| Гальма                                                        | стоянникові                                                 | барабанні на трансмісії з механічним приводом                                     | барабанні на трансмісії з механічним приводом                                     |
| Число коліс                                                   | Число коліс                                                 | 6+1                                                                               | 6+1                                                                               |
| Розмір шин                                                    | Розмір шин                                                  | 7,50-20 або 7,00-20                                                               | 7,50-20 або 7,00-20                                                               |
| Тиск повітря у шинах, кгс/см²                                 | передніх                                                    | 3,0                                                                               | 3,0                                                                               |
| Тиск повітря у шинах, кгс/см²                                 | задніх                                                      | 3,5                                                                               | 3,5                                                                               |
| Заправні об'єми, л, та рекомендовані експлуатаційні матеріали | паливний бак                                                | 90 — бензин А-72 або А-66                                                         | 90 — бензин А-72 або А-66                                                         |
| Заправні об'єми, л, та рекомендовані експлуатаційні матеріали | система охолодження двигуна з котлом пускового підігрівача  | 15 — вода або антифриз                                                            | 15 — вода або антифриз                                                            |
| Заправні об'єми, л, та рекомендовані експлуатаційні матеріали | система змащення двигуна                                    | 7 — масло М8Б1У або АЗ-8                                                          | 7 — масло М8Б1У або АЗ-8                                                          |
| Заправні об'єми, л, та рекомендовані експлуатаційні матеріали | картер коробки передач                                      | 3 — мастило ТСп-14 або ТАп-15В                                                    | 3 — мастило ТСп-14 або ТАп-15В                                                    |
| Заправні об'єми, л, та рекомендовані експлуатаційні матеріали | картер рульового механізму                                  | 0,5 — мастило ТСп-14 або ТАп-15В                                                  | 0,5 — мастило ТСп-14 або ТАп-15В                                                  |
| Заправні об'єми, л, та рекомендовані експлуатаційні матеріали | картер ведучого моста                                       | 3 — мастило ТСп-14 або ТАп-15В                                                    | 3 — мастило ТСп-14 або ТАп-15В                                                    |
| Заправні об'єми, л, та рекомендовані експлуатаційні матеріали | повітряний фільтр                                           | 0,35 — мастило для двигуна                                                        | 0,35 — мастило для двигуна                                                        |
| Заправні об'єми, л, та рекомендовані експлуатаційні матеріали | гідравлічний привод                                         | 0,5 — гальмівна рідина «Нева» або БСК                                             | 0,5 — гальмівна рідина «Нева» або БСК                                             |
| Заправні об'єми, л, та рекомендовані експлуатаційні матеріали | амортизатори                                                | два передніх по 0,33 — мастило веретенне АУ                                       | два передніх по 0,33 — мастило веретенне АУ                                       |
| Заправні об'єми, л, та рекомендовані експлуатаційні матеріали | запасний резервуар для мастила                              | 7 — мастило для двигуна                                                           | 7 — мастило для двигуна                                                           |
| Маса агрегатів, кг                                            | двигун з обладнанням і зчепленням                           | 270 235 — двигун без обладнання                                                   | 270 235 — двигун без обладнання                                                   |
| Маса агрегатів, кг                                            | коробка передач                                             | 47                                                                                | 47                                                                                |
| Маса агрегатів, кг                                            | карданні вали                                               | 22                                                                                | 22                                                                                |
| Маса агрегатів, кг                                            | передній міст                                               | 128                                                                               | 128                                                                               |
| Маса агрегатів, кг                                            | задній міст                                                 | 245                                                                               | 245                                                                               |
| Маса агрегатів, кг                                            | рама                                                        | 221                                                                               | 221                                                                               |
| Маса агрегатів, кг                                            | кузов                                                       | 342                                                                               | 342                                                                               |
| Маса агрегатів, кг                                            | кабіна                                                      | 240                                                                               | 240                                                                               |
| Маса агрегатів, кг                                            | колесо в зборі з шиною                                      | 62                                                                                | 62                                                                                |
| Маса агрегатів, кг                                            | радіатор                                                    | 20                                                                                | 20                                                                                |

## Галерея
Радянський ГАЗ-51 зразка 1955 року, варіант в комплектації пожежної машини. Встановлений у вигляді пам'ятника пожежникам у однієї з протипожежних частин ГУ НС міста Москви.

ГАЗ-51, пожежна машина
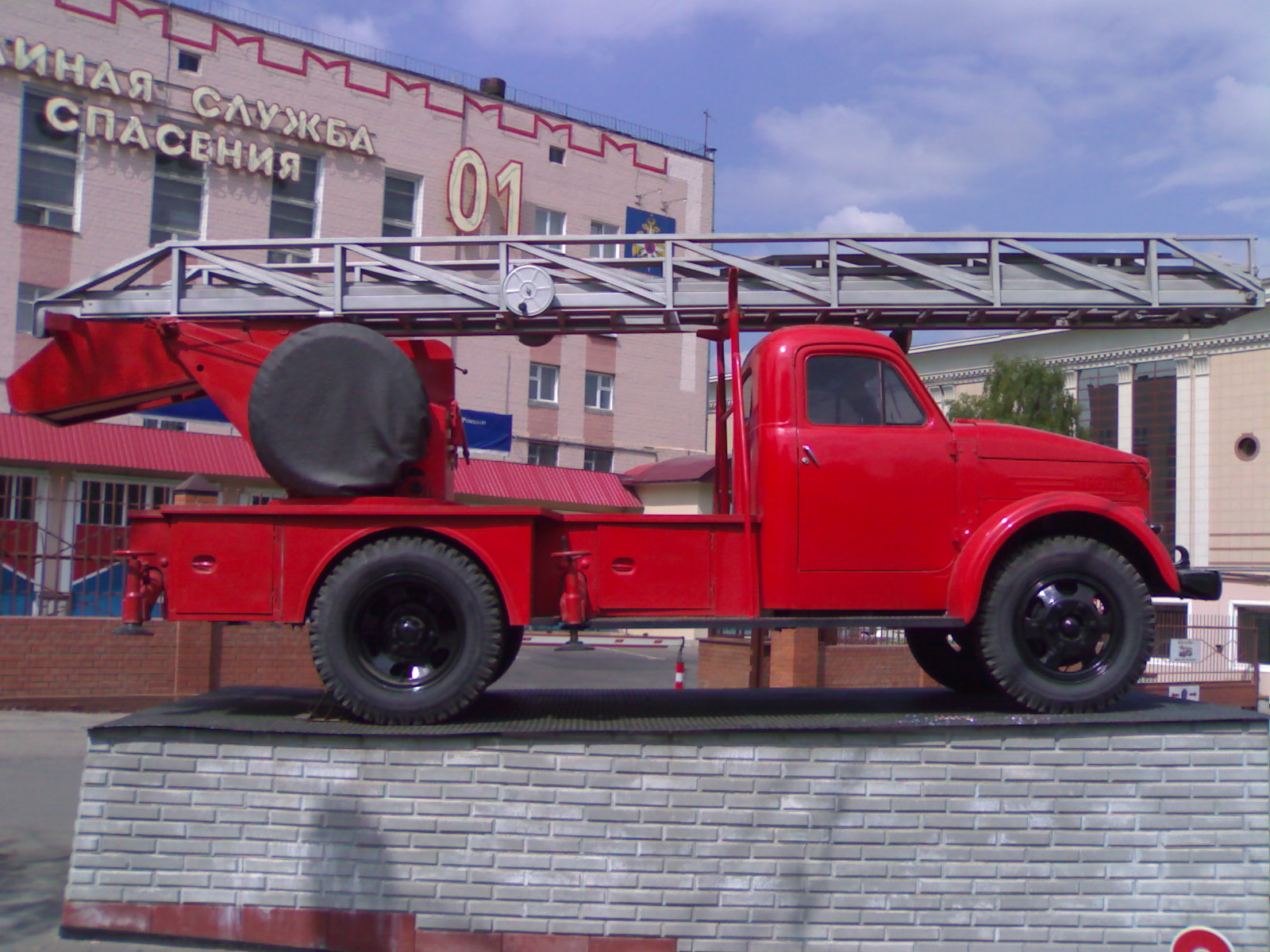
Загальний вигляд автомобіля
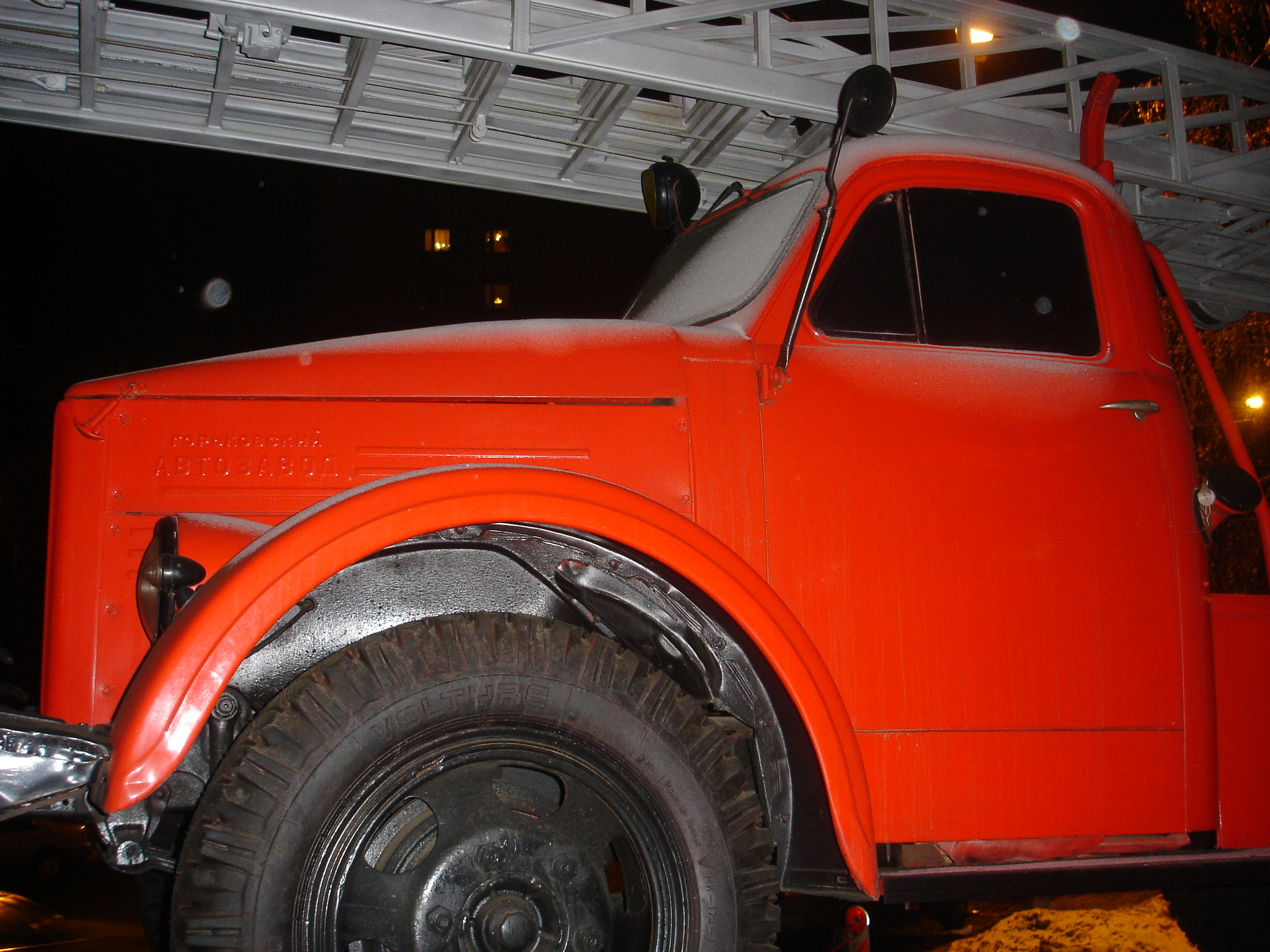
Вигляд на двері водія
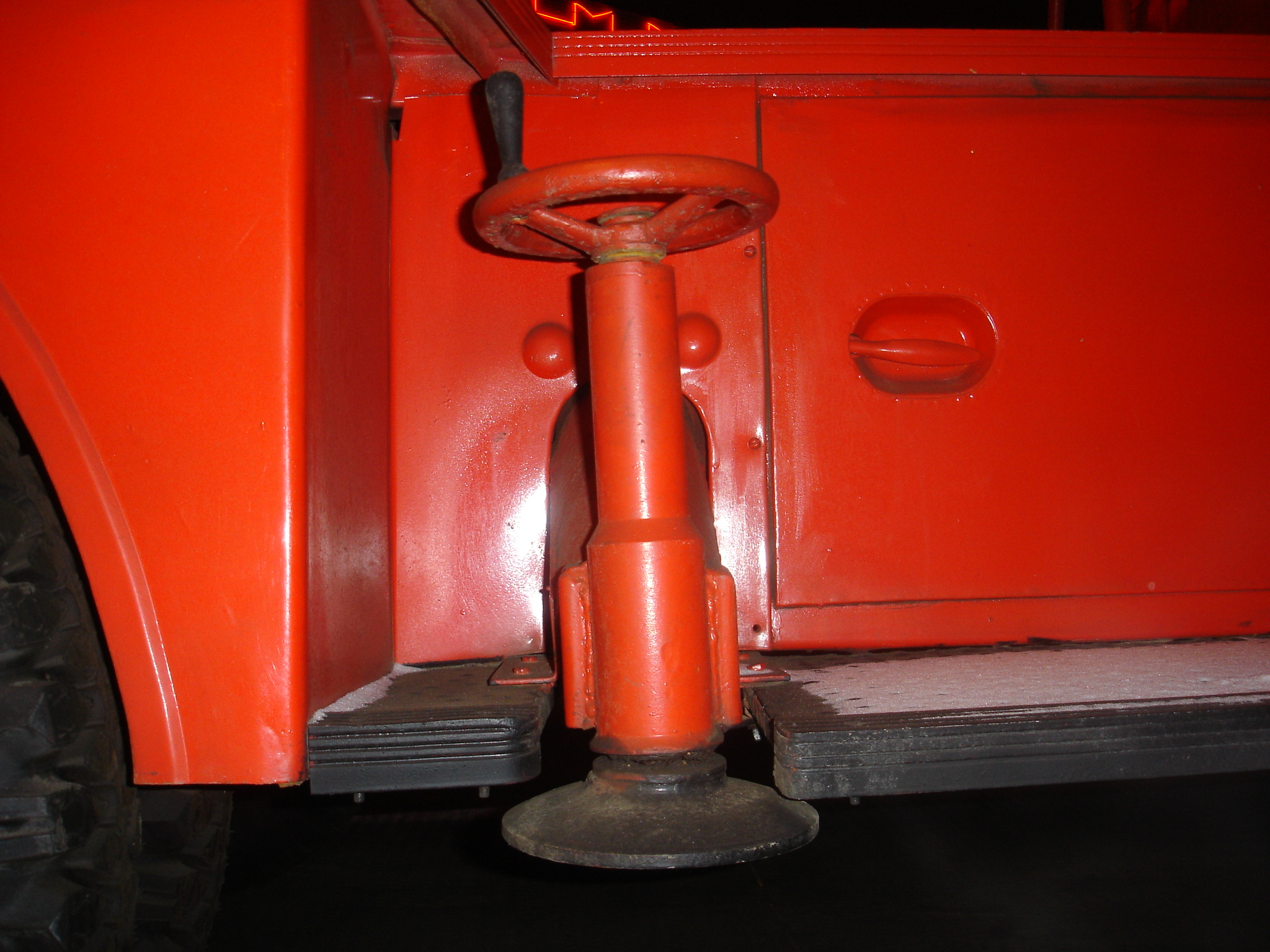
Вигляд на аутригер